# Вишна Пољанка
Вишна Пољанка (слч. Vyšná Polianka) насељено је мјесто са административним статусом сеоске општине (слч. obec) у округу Бардјејов, у Прешовском крају, Словачка Република.

## Становништво
| Година:    | 1994. | 2004.    | 2014.    | 2024.   |
| ---------- | ----- | -------- | -------- | ------- |
| Број људи: | 153   | 135      | 113      | 110     |
| Разлика:   |       | -11,76 % | -16,29 % | -2,65 % |

| Година:    | 2023. | 2024.   |
| ---------- | ----- | ------- |
| Број људи: | 109   | 110     |
| Разлика:   |       | +0,91 % |

Према подацима о броју становника из 2024. године насеље је имало 110 становника.